# Nikon D5600
D5500
Le Nikon D5600 est un appareil photo reflex numérique au format APS-C avec une monture F, annoncé par Nikon le 10 novembre 2016.
Successeur du D5500, le D5600 ne présente que peu de différence avec celui-ci. La connectivité Wi-Fi et NFC est complétée par la technologie SnapBridge qui repose sur Bluetooth Low Energy version 4.1.